# رافاييل لوكاس رودريغيز
رافاييل لوكاس رودريغيز (بالإسبانية: Rafael Lucas Rodríguez)‏ هو عالم نبات وأحيائي كوستاريكي، ولد في 24 مارس 1915، وتوفي في 29 يناير 1981.